# 1913 en Norvège
Chronologie de la Norvège
- 1909
- 1910
- 1911
- 1912
- 1913
- 1914
- 1915
- 1916
- 1917

Cet article présente les faits marquants de l'année 1913 en Norvège ou relatifs à la Norvège.

## Gouvernance
- Haakon VII est roi de Norvège.
- Jens Bratlie dirige le gouvernement jusqu'au 31 juillet puis Gunnar Knudsen forme le Gouvernement Knudsen II  .

## Événements
- le Prix Nobel de la paix est attribué à Henri La Fontaine.
- 11 juin : les femmes obtiennent le droit de vote pour toutes les élections. Un amendement confirme que les décisions du Storting en matière constitutionnelle n’ont pas à être soumises à la sanction royale[1].

## Sport
- Le championnat d'Europe de patinage artistique a lieu du 1er au 2 février 1913 à Christiania[2] en Norvège.

## Naissances
- Naissance en Norvège en 1913

## Décès
- Décès en Norvège en 1913